# Vadstenska mestna hiša
Vadstenska mestna hiša (švedsko: Vadstena rådhus) je nekdanja mestna hiša v Vadsteni na Švedskem. Je najstarejša ohranjena mestna hiša na Švedskem.

## Zgodovina in arhitektura
Mestna hiša je najstarejša ohranjena mestna hiša na Švedskem. Zgrajena je bila v 15. in 16. stoletju. Stoji na Rådhustorgetu, najstarejšem trgu Vadstene, ki je po mestni hiši dobil ime.
Trg sam je v pisnih virih prvič omenjen v začetku 15. stoletja, gradnja mestne hiše pa se je začela, potem ko je kraljica Margareta Vadsteni podelila mestne privilegije.
Stavba je sestavljena iz treh različnih delov: dejanske mestne hiše, obrnjene proti vzhodu; stolpa; in severnega krila. Najstarejši del je del, obrnjen proti vzhodu. Njeno leto izgradnje je v več virih navedeno kot leto 1490; vendar pa je dendrokronološki pregled lesenega trama v stavbi pokazal, da je bil les posekan pred letoma 1454–55. Možni razlagi sta lahko, da je bil pri gradnji mestne hiše ponovno uporabljen starejši les ali da je bila mestna hiša po požaru, ki je leta 1487 uničil velik del Vadstene, v veliki meri obnovljena. Domneva se, da je bil stolp mestne hiše zgrajen na začetku 16. stoletja in odraža severnonemško modo okraševanja mestnih hiš z impresivnim stolpom. Zvonik in laterna stolpa izvirata iz leta 1691 in sta nadomestila prejšnje stopničaste zatrepe. V svoji sedanji podobi severno krilo mestne hiše izvira iz leta 1728, ko je nadomestilo prejšnji prizidek iz leta 1567. 
V povezavi s tem je bila celotna mestna hiša leta 1915 in 1958 obnovljena in pokrita z bakreno streho ter dobila videz, ki ga ima v veliki meri še danes. Kasnejše predelave vključujejo spremembe strehe leta 1776 in ponovno v 19. stoletju ter prenove, izvedene leta 1915, 1958 in 1962. V povezavi z namestitvijo javnih stranišč na trgu pred mestno hišo je bil leta 2014 opravljen arheološki pregled.
Do leta 1974 je občina Vadstena mestno hišo uporabljala za seje občinskega sveta, vendar je leta 1948 izgubila svojo pristojnost in funkcijo mestnega sodišča. Danes se občasno uporablja za umetniške razstave in v njej je tudi restavracija. V stolpu mestne hiše je bil nekoč mestni zapor, zgodovinski zapisi pa tudi omenjajo, da je mestni rabelj živel v stavbi poleg mestne hiše. Danes je v njej restavracija Rådhuskällaren.